# Parcialismo

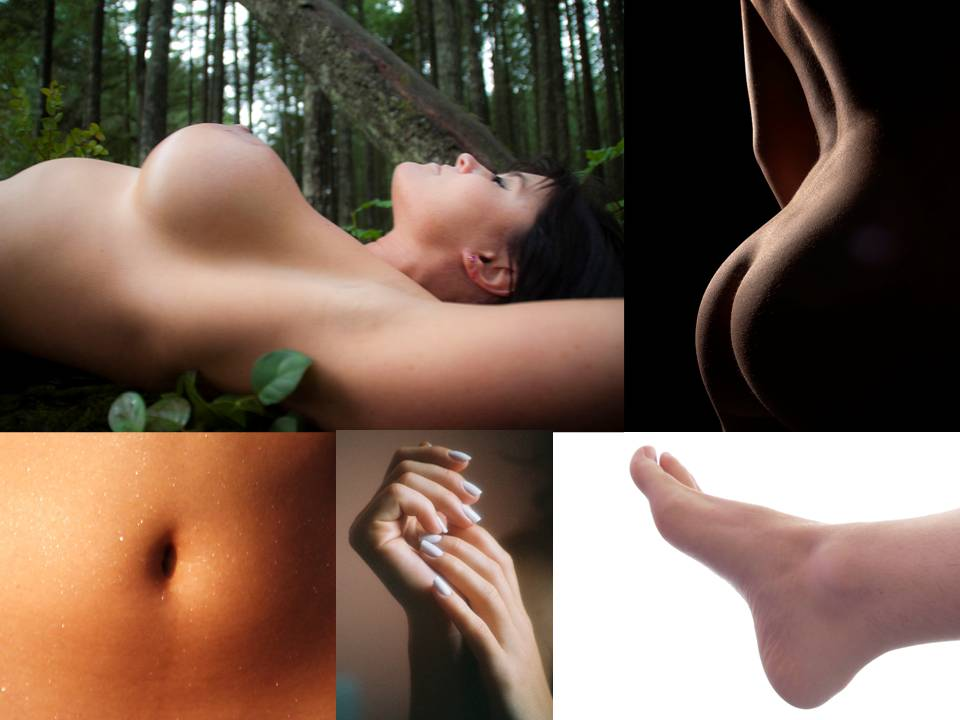
Axilas, pechos, nalgas, ombligo, manos, y los pies son parcialismos frecuentes.

Parcialismo es un interés sexual con un enfoque exclusivo en una parte concreta del cuerpo que no sean los genitales. Parcialismo se clasifica como un desorden fetichista en el DSM-5 de la Asociación Estadounidense de Psiquiatría solo si causa angustia psicosocial significativa para la persona o si tiene efectos perjudiciales en áreas importantes de su vida. En el DSM-IV, se consideró una parafilia separada (no especificada de otra manera), pero se fusionó a desorden fetichista por el DSM-5. Las personas que exhiben parcialismo a veces describen la anatomía de interés para ellos teniendo igual o mayor atracción erótica para ellos que los genitales.
Los pies y los pechos, nalgas se consideran uno de los parcialismos más comunes.

## Tipos
Los siguientes son algunos de los parcialismos comúnmente encontrados entre las personas:
| Nombre formal | Nombre común                 | Fuente de excitación |
| ------------- | ---------------------------- | -------------------- |
| Podofilia     | Fetiche de pie               | Pie                  |
| Oculofilia    | Fetiche de ojo               | Ojo                  |
| Maschalagnia  | Fetiche de axila             | Axilas               |
| Masofilia     | Fetiche de pecho             | Pechos               |
| Pigofilia     | Fetiche de nalgas            | Nalgas               |
| Nasofilia     | Fetiche de nariz             | Nariz                |
| Tricofilia    | Fetiche de cabello           | Cabello              |
| Alvinofilia   | Fetiche del ombligo          | Ombligo              |
| Alvinolagnia  | Fetiche del vientre/estómago | Vientre              |
| Quirofilia    | Fetiche de mano              | Manos                |
| Crurofilia    | Fetiche de pierna            | Pierna               |